# Sextil

Sextil-Zeichen

Als Sextil bezeichnet man in der Astrologie den Aspekt, bei dem zwei Deutungsfaktoren (speziell Planeten) einen Winkel von 60 Grad am Himmel zueinander einnehmen. Da mit dem Sextil keine besondere astronomische Erscheinung als Konstellation verknüpft ist, spielt dort dieser Aspekt im Unterschied zur Konjunktion, Quadratur oder Opposition keine Rolle, wohl aber in der Astrologie.

## Zeichen
In Unicode ist das astrologische Zeichen des Aspekts als U+26B9 sextile im  Block Verschiedene Symbole enthalten. Es besteht aus drei gleich langen und gleich dicken Strichen, die sich in ihrem Mittelpunkt zumeist in einem Winkel von 60° schneiden, wobei einer der Striche waagerecht oder auch senkrecht sein kann. Es finden sich auch Varianten mit einem waagerechten Strich und zwei dazu 45° (also untereinander 90°) geneigten Strichen. 

### Zeichenverwendung außerhalb der Astrologie
Bei digitalen Canon-Spiegelreflexkameras steht das Zeichen für das Einfrieren der automatischen Belichtung.